# Krmačina
Krmačina este o localitate din comuna Metlika, Slovenia, cu o populație de 25 de locuitori.